# Kamalapur, Gulbarga
Kamalapur là một thị trấn thuộc tehsil Gulbarga, huyện Gulbarga, bang Karnataka, Ấn Độ.